# Майемер
Майемер (каз. Майемер) — село в Улькен Нарынском районе Восточно-Казахстанской области Казахстана. Входит в состав Алтынбельского сельского округа. Код КАТО — 635449300.

## Население
В 1999 году население села составляло 788 человек (394 мужчины и 394 женщины). По данным переписи 2009 года, в селе проживало 569 человек (277 мужчин и 292 женщины).